# Gutiérrez (Bolivia)
Gutiérrez (en guaraní y oficialmente Kereimba Iyambae) es una localidad y municipio del sudeste de Bolivia, ubicado en la provincia Cordillera en el departamento de Santa Cruz. El municipio tiene una superficie de 4022,93 km² y cuenta con una población de 12 273 habitantes (INE 2012). La localidad se encuentra a 212 km de la ciudad de Santa Cruz de la Sierra, conectada mediante carretera por la Ruta 9. Su topografía es montañosa y boscosa, el clima es cálido con una temperatura promedio anual de 26 °C. Al norte del municipio están los ríos El Salado y Ñancahuazú que desembocan en el río Grande. Su población es mayoritariamente de origen guaraní y conserva su organización política autóctona organizada por capitanías indígenas donde cada zona de este municipio está distritado con un capitán, Kaguasú y Kaipependi Karovaicho, cada uno con su propio subalcalde y capitán.

## Toponimia
El nombre de Gutiérrez, según versiones populares, tiene su origen de la época de la retoma del Alto Perú a Buenos Aires en el 1818, un español se enfermó y recibió ayuda en un caserío; al encontrarse sano pidió a los pobladores que dicho lugar sea nombrado con su apellido.

## Historia
Se conoce que en el año 1818, según el libro “De la Huella al Impacto”, existía un caserío poblado por indígenas guaraníes. En 14 de julio de 1830 se construye en el lugar una capilla a cargo del Padre Ramón Barba por instrucción del obispo de Santa Cruz y por ende funda el pueblo de Gutiérrez. En 1836 recibe el nombre de “Yanacocha” en homenaje a la batalla librada con el Perú, cuyo nombre nunca se adoptó. En 1840 se establecen los límite del cantón Gutiérrez y se erige la parroquia. Se consolida el pueblo destinado a proteger a los ganaderos de los indígenas y establecer un punto de avanzada en el Chaco. Hasta 1864, Gutiérrez fue capital de la provincia Cordillera y se estableció como sección municipal el 18 de octubre de 1940 durante la presidencia del Gral. Enrique Peñaranda.
El 30 de marzo de 2021 el antiguo municipio de Gutiérrez pasó a ser la Autonomía Indígena Originario Campesina guaraní Kereimba Iyambae.

## Ubicación
Gutiérrez ocupa la parte occidental de la provincia Cordillera al suroeste del departamento de Santa Cruz. Limita al norte con el municipio de Cabezas y la provincia Vallegrande, al este con el municipio de Charagua, al sur con el municipio de Camiri y al oeste con el municipio de Lagunillas y el departamento de Chuquisaca.

## Demografía
De acuerdo con el censo boliviano de 2024, la población del municipio de Gutiérrez es de 15 169 habitantes.
La población del municipio aumentó aproximadamente a la mitad entre 1992 y 2024, mientras que la población de la localidad casi se ha duplicado entre 1992 y 2012:
| Año  | Habitantes (municipio) | Habitantes (localidad) | Fuente |
| ---- | ---------------------- | ---------------------- | ------ |
| 1992 | 9.833                  | 533                    | Censo  |
| 2001 | 11.393                 | 751                    | Censo  |
| 2012 | 12.273                 | 1.019                  | Censo  |
| 2024 | 15.169                 |                        | Censo  |

## Economía
La mayor parte de la población se dedica a la actividad agropecuaria como medio de vida y en poca escala a la caza y pesca. Entre los cultivos de mayor producción están el maíz, el poroto y yuca. La producción es individual o en cooperativas comunitarias.

## Educación
En esta localidad está ubicada la Escuela Técnica de Salud Tekove Katu, una escuela de formación en las carreras de Enfermería, Nutrición y Salud Ambiental para jóvenes de las diferentes comunidades indígenas de todo el territorio boliviano. La escuela nace gracias al padre franciscano Tarcisio Ciabatti, que en los años setenta llega a Bolivia en Gutiérrez y realiza muchas actividades de fortalecimiento de la organización indígena y de mejoramiento de la pobre infraestructura presente (escuela, postas de salud, sistema de aguas etc.). La escuela por su característica intercultural ha sido reconocida como Escuela Modelo de las Américas por parte de la Organización Mundial de la Salud OPS/OMS y trabaja como subsede de la Escuela Técnica de Salud Boliviano Japonés de Cooperación Andina

## Transporte
Gutiérrez se ubica a 214 kilómetros por carretera al sur de Santa Cruz de la Sierra, capital del departamento.
La ruta troncal asfaltada de la Ruta 9 conduce al sur de Santa Cruz a través de Cabezas e Ipitá a Gutiérrez y a través de Villa Montes a Yacuiba en la frontera boliviana con Argentina.
Además, nueve kilómetros al norte de Gutiérrez en Ipitá, la ruta de tierra Ruta 22 se bifurca al norte de la Ruta 9 y recorre 250 kilómetros en ruta a través de Masicurí y Vallegrande hasta Mataral en la provincia Florida.